# Norton P. Otis
Norton Prentiss Otis (1840. március 18. – 1905. február 20.) az Amerikai Egyesült Államok New York-i képviselője volt. 

## Életrajza
Otis a vermonti Halifaxban született. Apja Elisha Otis volt, a biztonsági lift feltalálója, és a bostoni brahmin családok közé tartozó Otis család leszármazottja. Állami iskolákba járt Halifaxban, Albanyban, Hudsonban és Yonkersben, New York államban. Fiatalkorában apjával együtt kereskedett, és közel ötven évig lifteket gyártott.
1880 és 1882 között Yonkers polgármestere volt. 1884-ben a New York állam közgyűlésének (Westchester Co., 1. D.) tagja volt. Az 1900. évi Exposition Universelle-en New York állam bizottságának elnöke volt. A yonkersi St. John's Riverside Kórház elnökeként dolgozott. Sikertelen jelölt volt az Egyesült Államok 57. Kongresszusának 1900-as választásán. 
Otist republikánusként  beválasztották az Egyesült Államok 58. Kongresszusába, és New York 19. kongresszusi körzetét képviselte 1903. március 4-től egészen 1905. február 20-ig, a New York állambeli Westchester megyében rák miatt bekövetkezett haláláig. Az Oakland temetőben temették el. Rokonságban állt Amelia Earharttal is.

## Fordítás
Ez a szócikk részben vagy egészben  a   Norton P. Otis című angol Wikipédia-szócikk ezen változatának fordításán alapul.  Az eredeti cikk szerkesztőit annak laptörténete sorolja fel. Ez a jelzés csupán a megfogalmazás eredetét és a szerzői jogokat jelzi, nem szolgál a cikkben szereplő információk forrásmegjelöléseként.